# Andaspis retrusa
Andaspis retrusa är en insektsart som först beskrevs av Ramakrishna Ayyar 1919.  Andaspis retrusa ingår i släktet Andaspis och familjen pansarsköldlöss. Inga underarter finns listade i Catalogue of Life.